# الأوراسية

القارة الأوراسية.

الأوراسية (بالروسية: евразийство, yevraziystvo) حركة سياسية في روسيا –ظهرت أصلًا بين مجتمع المهاجرين الروسيين– فِكرتها أن الحضارة الروسية ليست «أوروبية» ولا «آسيوية»، وإنما تندرج تحت مفهوم «أوراسيا» الجيوسياسي. ظهرت الحركة في عشرينيات القرن العشرين، وكانت داعمة للثورة البلشفية –لكن لم تدعم أهدافها المعلَنة المتمثلة في تشريع الشيوعية واتخاذها قانونًا–، وترى الاتحاد السوڤيتي خطوة مهمة نحو خلق هوية قومية جديدة تعكس الطابع الفريد للوضع الروسي الجيوسياسي. نهضت الحركة نهضة بسيطة هامشية بعد انهيار الاتحاد السوڤيتي في آخر القرن العشرين، ولها انعكاس ظاهر في الحركة الطورانية بين الترك والفينيين.

## أوائل القرن العشرين
الأوراسية حركة سياسية ترجع أصولها إلى مجتمع المهاجرين الروسيين في عشرينيات القرن الماضي. قامت على فكرة أن الحضارة الروسية ليست آسيوية ولا أوروبية (تبَنٍّ لبعض أفكار «قسطنطين ليونتيف» السلافوفيلية)، وأن ثورة أكتوبر البلشفية كانت ردًّا ضروريًّا على التحديث السريع للمجتمع الروسي. رأى الأوراسيون أن النظام السوڤيتي كان قادرًا على التطور إلى حكومة مسيحية أرثوذكسية جديدة، حكومة قومية غير أوروبية، مُسقِطًا قناع الأممية البروليتارية والإلحاد المتطرف (الذي عارضه الأوراسيون معارضة شديدة).
انتقد الأوراسيون النشاطات المضادة للبلشفية –التي اضطلعت بها منظمات من قبيل «الاتحاد الروسي العسكري تمامًا»–، معتقدين أن الأفضل توجيه طاقات مجتمع المهاجرين نحو التأهب لذلك الهدف التطوري المأمول (تطور النظام السوڤيتي). لكنْ رد عليهم خصومهم في مجتمع المهاجرين قائلين إن الأوراسيين يدعون إلى التنازل للنظام السوڤيتي، بل حتى إلى دعمه، مع تبرير سياساته القاسية القمعية –مثل اضطهاد الكنيسة الروسية الأرثوذكسية– بأنها مجرد «مشكلات انتقالية» ونتائج حتمية للثورة.
أهم قادة الأوراسيين: الأمير نيقولاي تروبتزكوي، وپي إن ساڤتسكي، وپي پي سوڤتشينسكي، ودي إس ميرسكي، وكيه تشايدزه، وپي أرَبوڤ، وإس إفرون. أيد الفيلسوف جورج فلورفسكي هذه الحركة في البداية، ثم تراجع زاعمًا أنها «تثير الأسئلة الصحيحة» لكن «تطرح الأجوبة الخاطئة». لِمذهب الأوراسيين أثر ظاهر في مقالة نيقولاي بيرديائيف «معنى الشيوعية الروسية وأصولها».

## روسيا «العظمى»
أحيانًا ما يُدعى المفهوم السياسي الثقافي الذي يتبناه بعض الروسيين: «روسيا العظمى»، وهي طموح سياسي للوَحْدَوِيين وعوامّ الروسيين القوميين إلى استرداد: بعض –أو كل– مناطق الجمهوريات الأخرى التي كانت في الاتحاد السوڤيتي، ومنطقة الإمبراطورية الروسية السالفة، وجمهورية أفغانستان الديمقراطية طبعًا، لإدماجها كلها في دولة روسية واحدة. أكد ألكسندر روتسكي (نائب رئيس روسيا بين 1991 و1993) مطالبات الوحدويين بكل من: نارڤا بإستونيا، والقرم بأوكرانيا، وأوسكمان بكازاخستان، إلى جانب مناطق أخرى.
قبل اندلاع الحرب بين روسيا وجورجيا في 2008، زار ألكسندر دوغين أوسيتيا الجنوبية وتنبأ بأنْ: «ستحتل قواتنا العاصمة الجورجية تبليسي، والبلد كله، وربما حتى أوكرانيا وشبه جزيرة القرم، التي تُعد جزءًا من روسيا تاريخيًّا على كل حال». من الأوراسيين أيضًا: إدوارد كوكويتي (رئيس أوسيتيا الجنوبية سابقًا)، وقد قال إن أوسيتيا الجنوبية لم تخرج من الإمبراطورية الروسية قط، وينبغي أن تكون جزءًا من روسيا.

## الأوراسية الجديدة
الأوراسية الجديدة (بالروسية: неоевразийство) مدرسة فكرية روسية، صار لها مُريدون في روسيا في السنين التي سبقت انهيار الاتحاد السوڤيتي، وفي الفترة اللاحقة التي عُدت فيها روسيا أقرب ثقافيًّا إلى آسيا منها إلى أوروبا الغربية.
تستلهم هذه المدرسة فكرها من أوراسيِّي عشرينيات القرن الماضي، كالأمير نيقولاي تروبتزكوي وساڤتسكي. كثيرًا ما يُعد ليف غوميليوف مؤسس الأوراسية الجديدة، ونُقل عنه أنه قال: «أنا خاتم الأوراسيين».
لُوحظت اختلافات كبيرة بين أعمال غوميليوف وأعمال الأوراسيين الأوائل. أثارت أعمال غوميليوف جدلًا بسبب منهجيتها العلمية (إذ استعمل مفهومه الخاص «للتكوين الإثني»). لكن كانت أعماله على كل حال مُلهِمة لرواد الأوراسية الجديدة، ولا سيما ألكسندر دوغين. عرَّف العالم السياسي أنطون شيخوفتزوڤ نسخة دوغين من الأوراسية الجديدة هكذا: «أيديولوجية فاشية، قائمة على فكرة تثوير المجتمع الروسي وإقامة إمبراطورية أوراسية شمولية روسية الحكم، تتحدى خصمها الدائم المتمثل في الولايات المتحدة وحلفاءها الأطلسيين، تتحداه إلى أن تهزمه، فتبدأ ‹عصرًا ذهبيًّا› جديدًا لِلَّاليبرالية العالمية الثقافية والسياسية».